# Île de Levanzo
L'île de Levanzo est la plus petite des îles Égades avec sa superficie de 5 km2. Elle fait partie de la province de Trapani en Sicile, Italie.

## Géographie

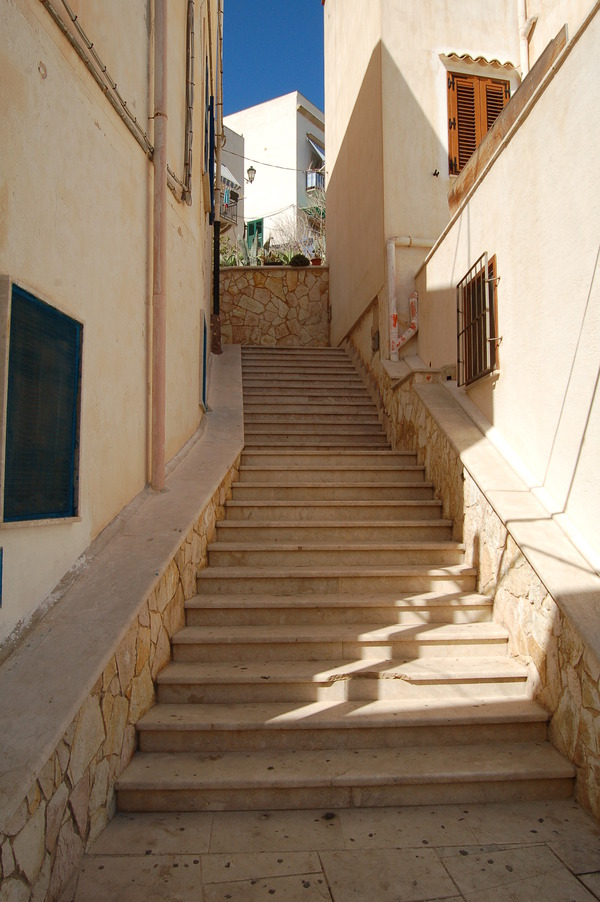
Une rue de Levanzo.

L'île est constituée de roches calcaires blanches présentant de nombreuses grottes. Le nom romain antique de cette île était Phorbantia (Φορβαντία), du nom d'une espèce florale particulière présente sur l'île.
Dans le sud-est de l'île, dans la baie de Cala Dogana, se trouve le petit village de maisons habitées par 208 habitants en 2011. Le village est composé d'un petit nombre de maisons situées près d'un petit port. Il se situe à environ 15 km de Trapani.
L'île est privée de routes à part un petit tronçon de route asphaltée conduisant à la plage del Faraglione. C'est pour l'île un véritable avantage qui permet de contribuer à l'intégrité et à la beauté de son paysage et qui lui donne le surnom « d'île de poche sans voitures ».
Le point culminant de l'île est la Pointe Monaco culminant à 278 m.

## Histoire
Sur la côte se trouvent quelques grottes, la plus imposante étant la Grotta del Genovese où deux époques préhistoriques cohabitent : des restes du Mésolithique ont été découverts en 1949 à environ 30 mètres au-dessus du niveau de la mer tandis que sur les murs sont présentes d'intéressantes manifestations d'art rupestre. 
Selon l'historien Ernle Bradford, les îles Égades seraient le pays des Cyclopes. En effet, la Grotta dei Genovesi pourrait être l'antre de Polyphème.

## Économie
Sur l'île, il y a un seul hôtel-restaurant pour environ 40 lits et quelques appartements disponibles à la location. Il y a aussi un bureau de poste et un médecin de garde en permanence.

## Dans la culture
L'île sert de décor au téléfilm Sept Jours de Rolando Colla.